# Zgorzelina (zendra)

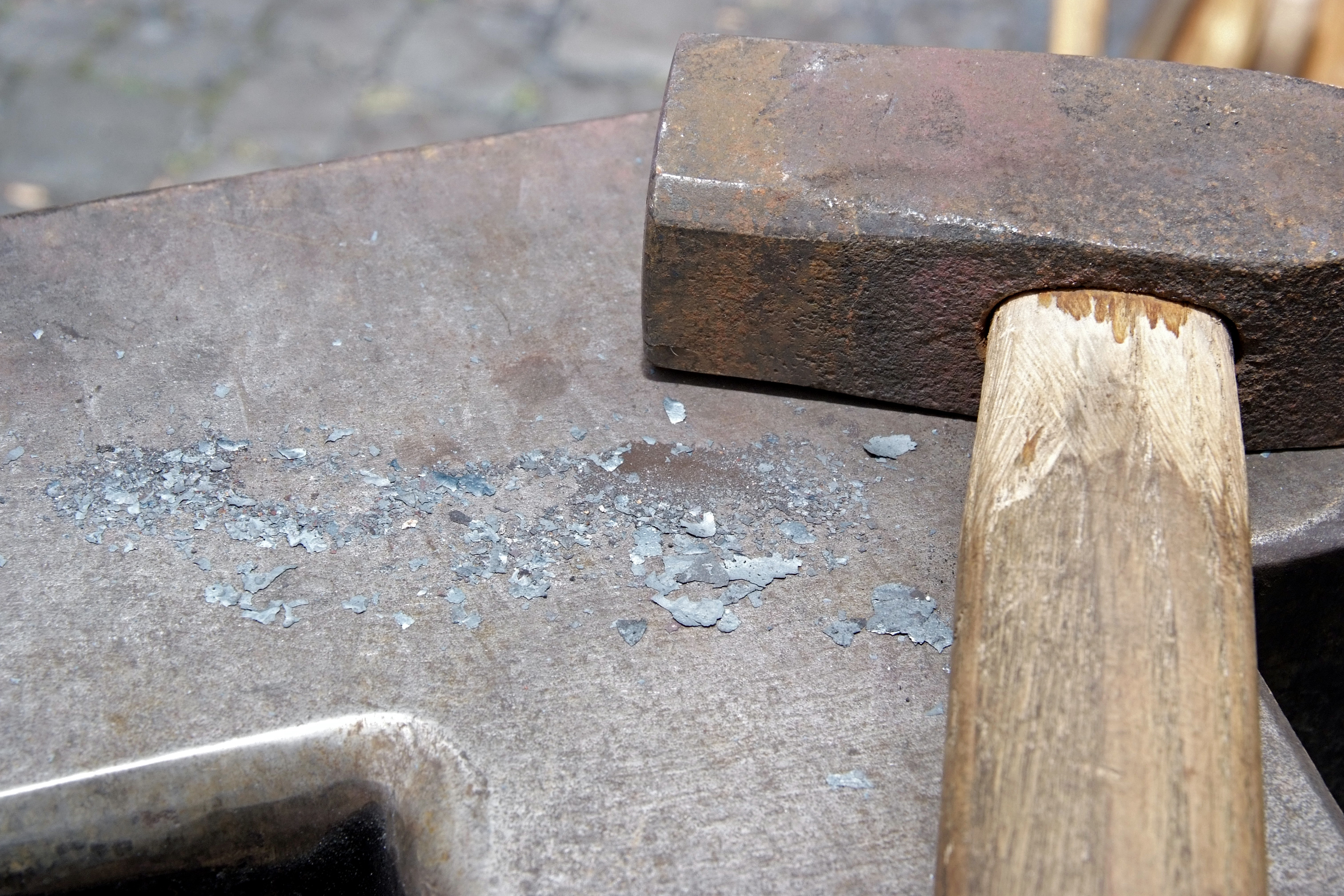
Zgorzelina

Zgorzelina, pot. zendra (z niem. Zunder) – efekt korozji gazowej, warstwa tlenków metali powstająca na powierzchni nagrzanych przedmiotów metalowych w wyniku ich styczności z powietrzem lub innym gazem aktywnym chemicznie. Występuje w postaci powłoki lub łusek. Podczas kucia lub walcowania odpada częściowo.
Szczelna warstwa zgorzeliny na elementach miedzianych może zatrzymać dalsze utlenianie.
Zgorzelina ma negatywny wpływ na jakość wyrobów stalowych. W przypadku walcowania stali na gorąco, zgorzelinę usuwa się najczęściej mechanicznie strumieniem wody pod wysokim ciśnieniem, tuż przed podaniem stali między walce maszyny.